# Stolzenau
Stolzenau egy község Németországban, a Weser-Nienburgi járásban. Lakosainak száma 7693 fő (2023. december 31.).

## Földrajza
Stolzenau Uchte és Steyerberg községekkel határos.

## Népessége
| Lakosok száma | 7501 | 7479 | 7475 | 7537 | 7641 | 7693 |
|               | 2016 | 2017 | 2019 | 2021 | 2022 | 2023 |

## Testvértelepülések
- Luzino